# Red Bull Škoda Team
Red Bull Škoda Team es un equipo privado austriaco de rally que participó Campeonato Mundial de Rally en la temporada 2006. Era gestionado por BRR - Baumschlager Rallye & Racing y patrocinado por la marca Red Bull. El equipo participó con cuatro pilotos diferentes, teniendo como vehículo el Škoda Fabia WRC 05, en diez pruebas del calendario. El mejor resultado fue un sexto puesto en el Rally de Alemania de Andreas Aigner.
Posteriormente disputó los campeonatos PWRC en 2009 con Patrik Sandell y el SWRC en 2010 y 2011 con Juho Hänninen y Hermann Gassner, jr., pero bajo el nombre de Red Bull Rallye Team.

## Resultados
| Año  | Vehículo        | Piloto          | 1      | 2       | 3   | 4      | 5      | 6   | 7      | 8      | 9      | 10  | 11  | 12      | 13     | 14  | 15  | 16      | Posic. | Puntos | Posic. | Puntos |
| ---- | --------------- | --------------- | ------ | ------- | --- | ------ | ------ | --- | ------ | ------ | ------ | --- | --- | ------- | ------ | --- | --- | ------- | ------ | ------ | ------ | ------ |
| 2006 | Škoda Fabia WRC | Gilles Panizzi  | MON 10 | SWE     | MEX | ESP 10 | FRA    | ARG | ITA    | GRE    | GER    | FIN | JPN | CYP     | TUR    | AUS | NZL | GBR     | -      | 0      | 6º     | 24     |
| 2006 | Škoda Fabia WRC | Mattias Ekström | MON    | SWE Ret | MEX | ESP    | FRA    | ARG | ITA    | GRE    | GER 11 | FIN | JPN | CYP     | TUR    | AUS | NZL | GBR     | -      | 0      | 6º     | 24     |
| 2006 | Škoda Fabia WRC | Harri Rovanperä | MON    | SWE     | MEX | ESP    | FRA 12 | ARG | ITA 20 | GRE 12 | GER    | FIN | JPN | CYP Ret | TUR 11 | AUS | NZL | GBR 9   | -      | 0      | 6º     | 24     |
| 2006 | Škoda Fabia WRC | Andreas Aigner  | MON 13 | SWE Ret | MEX | ESP 13 | FRA 15 | ARG | ITA 13 | GRE 14 | GER 6  | FIN | JPN | CYP Ret | TUR 10 | AUS | NZL | GBR Ret | 23º    | 3      | 6º     | 24     |